# Naveen Andrews
Naveen William Sidney Andrews, britanski igralec, * 17. januar 1969, London.
Andrews je najbolj poznan po vlogi Sayida Jarraha v ameriški TV-seriji Skrivnostni otok.

## Filmske in televizijske vloge
- London me ubija (1991) ... Bike
- Divji zahod (1992) ... Zaf
- Buda iz predmestja (1993) ... Karim
- Angleški pacient (1996) ... poročnik Kip Singh
- The Peacock Spring (1996) ... Ravi Battacharya
- Kama Sutra: A Tale of Love (1997) ... Raj Singh
- True Love and Chaos (1997) ... Hanif
- Bombay Boys (1998) ... Krishna Sahni
- My Own Country (1998) ... dr. Abraham Verghese
- Mogočni Joe Young (1998) ... Pindi
- Rollerball (2002) ... Sanjay
- Easy (2003) ... John
- Skrivnostni otok (2004-sedanjost) ... Sayid Jarrah
- Bride And Prejudice (2004) ... g. Balraj
- The Ten Commandments (2006)
- Provoked (2007) ... Deepak
- Grindhouse (2007) ... Abby
- Neustrašna (2007) ... David [cameo vloga]
- Planet terorja (2007) ... Abby
- Animals (2008) ... Vic